# جانيس أوينز
جانيس أوينز (بالإنجليزية: Janis Owens)‏ (1960، ماريانا في الولايات المتحدة)؛ روائية أمريكية. درست في جامعة فلوريدا.